# 石川県競馬事業局
石川県競馬事業局（いしかわけんけいばじぎょうきょく）は、石川県庁に設置されている事務部局の一つである。

## 概要
石川県と金沢市は、ともに金沢競馬場において地方競馬（金沢競馬）を主催している。このうち石川県が主催する施行日の競走（以下「県営競馬」）を施行する業務に関する事務を執り行う機関として、同県農林水産部に競馬事業局が設置されている。
競馬事業局の事務室は金沢市八田町西1番地、金沢競馬場内に設置されている。なお、石川県規則において、競馬事業局は出先機関ではなく本庁事務部局として定められているが、この規定は「事務室を県庁内に設けること」を意味するものではない。

## 歴史
- 1948年9月23日 - 石川県営金沢競馬が初めて施行される。
- 1970年 - 当時石川県、金沢市とともに金沢競馬を施行していた一部事務組合である輪島市外七ヶ町村競馬組合が廃止。これにより県営競馬を年15回施行、金沢市営競馬を年3回施行する体制となる。この体制は2008年現在も継続している。
- 2007年 - 馬インフルエンザ感染馬が3頭発生したために8月19日と20日及び8月26日と27日の計4日間の開催を中止する。

## 組織
県規則によって下記の2課が設置され、それぞれ下記の事務を分掌している。
- 競馬総務課

競馬振興のための企画、立案及び競馬開催の広報、情報提供等及びファンサービスの企画、実施等及び金沢競馬場施設の管理等に関することを行っている。
- 競馬業務課

競馬場開催計画及び金沢競馬場の競走馬及び競馬関係者（馬主、調教師、騎手、厩務員）に関することを行っている。

## 表彰

### 競走馬
- 年度代表馬
- 最優秀3歳馬
- 最優秀2歳馬

### 人物
騎手
- リーディングジョッキー賞

調教師
- リーディングトレーナー賞

厩務員
- リーディングステーブルエンプロイー賞

## 不祥事
2023年11月19日の金沢競馬で第8競走で、人為的なミスから照明の消灯時間の設定を誤ったことから競走中に場内の照明が全消灯し、その影響で数名の騎手が落馬するなど競走不成立となる事故が発生した。同日の第9競走以降は公正確保が保てないとの理由で開催取り止めとなり、杜撰な運営体制に公正確保や安全面から関係者・ファンの大きな批判を集めている。